# 9. Feldartillerie-Brigade (Deutsches Kaiserreich)
Die 9. Feldartillerie-Brigade war ein Großverband der Preußischen Armee.

## Geschichte
Die 9. Feldartillerie-Brigade wurde zum 25. März 1899 in Glogau in Schlesien neu aufgestellt und die bisherige 9. Brigade in 18. Feldartillerie-Brigade umbenannt.
Am 16. Februar 1917 wurde sie zum Artillerie-Kommandeur 9 umfunktioniert, dem damit die taktische Führung der gesamten Feld- und schweren Artillerie oblag.
Die Brigade war von 1899 an Teil der 9. Division, die dem V. Armee-Korps in Posen zugeordnet war.

### Gliederung
- 1899 bis 1914

Feldartillerie-Regiment von Podbielski (1. Niederschlesiches) Nr.5 und 2. Niederschlesiches Feldartillerie-Regiment Nr.41
- Kriegsgliederung beim Mobilmachung

Wie vor 
- Kriegsgliederung am 3. Mai 1918

Artillerie-Kommandeur Nr. 9 
Feldartillerie-Regiment von Podbielski (1. Niederschlesiches) Nr.5 und II./Reserve-Fußartillerie-Regiment Nr. 6

### Erster Weltkrieg
Mit Kriegsbeginn wurde die Brigade im Verband der 9. Division  ausschließlich an der Westfront eingesetzt. 
Zu den Kampfhandlungen, Gefechten und Schlachten siehe Kampfgeschehen der 9. Division.

### Brigadekommandeure
| Name                                        | Datum                                                    |
| ------------------------------------------- | -------------------------------------------------------- |
| Karl Hesse                                  | 25. März 1899 bis 17. Juni 1903                          |
| Georg Heer                                  | 18. Juni 1903 bis 20. Mai 1906                           |
| Friedrich Farne                             | 21. Mai 1906 bis 15. Juni 1911                           |
| William von Wundt                           | 16. Juni 1911 bis 17. April 1913                         |
| Wilhelm Friderich Gottfried Müller          | 18. April 1913 bis 7. September 1916                     |
| Karl Hugo Paul Meyfarth                     | 8. September 1916 bis Kriegsende                         |
| Maximilian Gustav Freiherr von Reitzenstein | 10. Januar 1919 bis 19. Januar 1919 (Demobilisierung)    |
| Wilhelm Ribbentrop                          | 20. Januar 1919 bis 30. September 1919 (Demobilisierung) |